# Красный металлист (завод, Конотоп)
Конотопский завод «Красный металлист» (укр. Конотопський завод «Червоний металіст») — промышленное предприятие в городе Конотоп Сумской области Украины, существовавшее с 1916 по 2009 год.

## История
После начала первой мировой войны потребности русской армии в боеприпасах увеличились. В августе 1916 года в городе Конотоп Черниговской губернии Российской империи был создан снарядный завод.

### 1918—1991
2 ноября 1917 года в городе была установлена Советская власть, однако 28 ноября 1917 года прибывшие на станцию войска УНР заняли Конотоп. Они были изгнаны из города в результате восстания, организованного Конотопским комитетом РСДРП(б) в ночь с 9 на 10 января 1918 года, однако в марте 1918 года город оккупировали немецкие войска (остававшиеся здесь до ноября 1918 года). В дальнейшем Конотоп находился в зоне боевых действий гражданской войны, власть в городе несколько раз менялась.
После восстановления 25 ноября 1919 года в городе Советской власти началось восстановление предприятий города, и уже летом 1921 года на бывшем снарядном заводе началось производство соломорезок, молотилок, веялок, плугов и культиваторов, а позднее был построен новый цех, в котором был освоен выпуск запасных частей к тракторам.
В ходе индустриализации СССР завод был реконструирован и преобразован в предприятие электромеханической промышленности. Вместе с выпуском сельхозмашин здесь было освоено производство самоцентрирующихся патронов для станков и киноаппаратов «Мантенорд».
В 1933 году завод одним из первых в СССР начал производство электробуров и электроинструментов для угольной промышленности.
В середине 1930х годов численность рабочих завода увеличилась до 1100 человек, здесь широко развернулось стахановское движение и движение рационализаторов, в результате 28 ноября 1935 года завод досрочно выполнил годовой производственный план и до конца года обеспечил дополнительную прибыль в размере 187 тыс. рублей.
В 1940 году на предприятии развернулось движение многостаночников.
После начала Великой Отечественной войны в связи с приближением к городу линии фронта оборудование завода было эвакуировано. В дальнейшем, с сентября 1941 года до 6 сентября 1943 года Конотоп был оккупирован немецкими войсками. При отступлении гитлеровцы взорвали все промышленные предприятия (в том числе, «Красный металлист»), однако восстановление предприятия началось вскоре после освобождения города.
Показатели 4-го пятилетнего плана восстановления и развития народного хозяйства СССР (1946—1950) завод выполнил досрочно, за три года и 11 месяцев, с внеплановой прибылью 5 млн рублей, и в декабре 1949 года начал выполнение заказов в счёт 1951 года. Объем выпущенной в 1949 году продукции в пять раз превысил объем производства завода в 1940 году.
В это же время завод оказывал помощь колхозам области, для которых изготовил 200 культиваторов и 68 кукурузодробилок. А колхозам «Заповіти Ілліча» и «Вперед» была оказана шефская помощь в виде выполнения работ на сумму 500 тыс. рублей.
В 1954 году был построен Дом культуры завода «Красный металлист».
В 1961—1965 годы на заводе были построены новые цеха. Кроме того, в июне 1962 года при заводе был создан научно-исследовательский проектно-конструкторский институт «Автоматуглерудпром», только за 1962—1965 гг. выполнивший 40 научно-исследовательских и 100 проектно-конструкторских работ. Создание института позволило на 40 % сократить сроки внедрения в производство новой техники.
В 1966 году за производственные достижения завод был награждён орденом Трудового Красного Знамени.
В 1972 году основной продукцией завода «Красный металлист» являлась автоматика для угольной и горнорудной промышленности.
В целом, в советское время завод входил в число крупнейших предприятий города, численность его сотрудников составляла до 8 тысяч человек, а продукция экспортировалась в 33 страны.
Как позднее сообщил заместитель генерального директора завода В. Н. Спиваков, в это время «Красный металлист» являлся градообразующим предприятием Конотопа (он обеспечивал 67 % бюджетных отчислений), и на эти средства были построены жилье, детские сады, Дворец культуры, стадион, поселок для чернобыльцев и фермы.

### После 1991
После провозглашения независимости Украины завод перешёл в ведение министерства угольной промышленности Украины.
В марте 1995 года Верховная Рада Украины включила завод в перечень предприятий и организаций Украины, которые не подлежат приватизации в связи с общегосударственным значением.
В мае 1995 года Кабинет министров Украины утвердил решение о приватизации действовавшего в кооперации с заводом специального проектно-конструкторского бюро.
В августе 1997 года завод был включён в перечень предприятий, имеющих стратегическое значение для экономики и безопасности Украины.
В 2002 году начался процесс реорганизации завода, в ходе которой государственное предприятие было преобразовано в открытое акционерное общество.
Основная часть находившихся в государственной собственности акций предприятия была продана Сумским отделением Фонда государственного имущества Украины в сентябре 2004 года, после чего завод завершил 2004 год с убытком 650 тыс. гривен. В марте 2006 года за 1,3 млн гривен были проданы последние оставшиеся в государственной собственности 37,37 % акций завода.
В декабре 2006 года началась процедура банкротства предприятия (на котором в это время работали около 1000 человек).
28 апреля 2007 был утверждён план санации «Красного металлиста», предусматривавший продажу его целостного имущественного комплекса. Договор купли-продажи имущества (включавшего помещения, сооружения, коммуникации и оборудование на 34 га территории) был подписан в тот же день. В ноябре 2007 года хозяйственный суд Сумской области признал завод банкротом и начал процедуру его ликвидации, в течение 2008 года часть акций завода числилась за Фондом государственного имущества Украины, однако в мае 2009 года завод прекратил существование.
К 2010 году производственное оборудование предприятия было почти полностью демонтировано. В сентябре 2010 года на территории бывшего завода действовала полукустарная мастерская по производству тары для мусора.

## Дополнительная информация
- на предприятии выходила заводская многотиражная газета[1].
- в 1965 году на ул. Красноармейской в память о погибших в ходе Великой Отечественной войны работниках завода «Красный металлист» был установлен обелиск.